# Francesc de Paula de Fossà
Francesc de Paula de Fossà, més conegut pel seu nom francès François de Fossa (Perpinyà, 31 d'agost de 1775 — París, 3 de juny de 1849) va ser un guitarrista i compositor franco-espanyol.

## Biografia
Fill d'un jurista perpinyanenc de la petita noblesa, a 21 anys se'n va anar a Espanya com a membre voluntari de la «Legió dels Pirineus», que formava part de l'Exèrcit dels Emigrats, força contrarevolucionària que pretenia reinstaurar a França l'Antic Règim.
Home amb els prejudicis del seu temps que compartia amb intel·lectuals catalans com Antoni de Capmany, no tenia gaire consideració per la llengua catalana com ho palesa la seva correspondència privada conservada a l'Arxiu departamental dels Pirineus Orientals.
| «                                              | Le jargon de nos paysans qu'on entend que trop habituellement dans la bouche de ceux qui ne le sont point, est le plus choquant, le plus détestable de tous les patois de France. (El jargó dels nostres pagesos que hom sent massa habitualment en la boca dels qui no ho són gota, és el més xocant, el més detestable de tots els patuesos de França.) | » |
| — lletra al seu nebot de Tolosa del Llenguadoc | |   |

També va visitar Mèxic, llavors espanyol, entre 1798 i 1803, amb una estada a Acapulco l'any 1800. Després va guanyar, a Espanya, un càrrec de cap de gabinet al Ministeri de les Índies. Empresonat a Granada arran de la invasió d'Espanya per Napoleó, va tornar a França l'any 1814, a través dels Pirineus, una vegada les tropes franceses havien estat vençudes pels britànics.
Va ser nomenat cap de batalló a Molins de Rei l'any 1824, arran de la campanya del duc d'Angulema. Va ser condecorat per les monarquies francesa i espanyola, les de Lluís XVIII i Ferran VII.
Se li van imposar les insígnies d'oficial de la Legió d'Honor abans de la seua participació, l'any 1830, a la presa d'Alger. Finalment deixà l'exèrcit l'any 1844 i s'instal·là a París, on va morir l'any 1849.

## Compositor
Les seues primeres aproximacions a la composició van tenir lloc a Cadis. Posteriorment, al voltant de 1808 va donar a conèixer públicament les seues obres a Madrid.
Durant la Restauració francesa i entre 1824 i 1844 va dedicar-se amb intensitat a la música i va editar la seua obra. Les seues obres recorren sovint a la barreja de guitarra, violí i violoncel.
Va traduir al francès el mètode de guitarra de Dionisio Aguado, i el va editar a França.

## Redescobriment
No va ser fins a les primeria de la dècada del 1980 que les obres de Fossà van començar a sortir a la llum, rescatades de l'oblit. Actualment, les seues obres per a quartet, duo o instrument solista són interpretades arreu del món. La seua obra, avui dia dispersa, es troba en curs d'estudi i catalogació.